# Daniele Pradè
Daniele Pradè (Roma, 19 marzo 1967) è un dirigente sportivo italiano, direttore sportivo della Fiorentina.

## Carriera

### Primi anni
Nato nel quartiere Aventino, ha collezionato esperienze dirigenziali in Spes Olmi, Fano, Ferentino, Teramo e Frosinone. L'esperienza alla Ternana, dove sarebbe rimasto per cinque anni, ricoprendo anche la carica di amministratore delegato, sembra non essere veritiera, sebbene ripresa da molti siti. 

### Roma
Approda alla Roma nei primi anni 2000 con l'avvento dell'era Capello, inizialmente come collaboratore dell'allora direttore generale Fabrizio Lucchesi. Con la nomina a direttore sportivo di Franco Baldini diventa Assistente alla Direzione Sportiva. Nella stagione 2004-2005, dopo le dimissioni di Franco Baldini, la famiglia Sensi lo nomina direttore sportivo dell'area tecnica. La prima decisione ufficiale fu la scelta di Luciano Spalletti come nuovo allenatore, con il quale si aprì un ciclo di vittorie che durò fino al 2009 e che fruttò tre secondi posti in campionato, due Coppe Italia e una Supercoppa italiana.
Il 18 maggio 2011 il nuovo proprietario della Roma, Thomas DiBenedetto lo solleva dall'incarico di direttore sportivo preferendogli Walter Sabatini. Rimane all'interno del management societario fino al 15 luglio, quando rassegna le dimissioni nelle mani del presidente ad interim della società, Roberto Cappelli.
Sotto la sua gestione sportiva, in maglia giallorossa sono passati numerosi calciatori di livello internazionale come Walter Samuel, Jonathan Zebina, Emerson, Gabriel Batistuta, Christian Panucci, Traïanos Dellas, Olivier Dacourt, Cristian Chivu, Mancini, Simone Perrotta, Philippe Mexès, Rodrigo Taddei, Doni, David Pizarro, Mirko Vučinić, Cicinho, Juan, Ludovic Giuly, John Arne Riise, Jérémy Ménez, Júlio Baptista, Nicolás Burdisso, Alessio Cerci, Luca Toni, Andrea Bertolacci, Fábio Simplício, Adriano e Marco Borriello, oltre al ritorno di Vincenzo Montella, a cui permise di concludere la carriera nella Capitale.

### Fiorentina
Il 25 maggio 2012 approda alla Fiorentina per ricoprire il ruolo di direttore sportivo, firmando un contratto fino al 30 giugno 2014. Il 26 giugno 2014 rinnova il contratto per un altro anno., e nel giugno 2015 per altri due anni.
Il 24 maggio 2016 la Fiorentina comunica che non rinnoverà il contratto in scadenza a giugno. Durante la sua permanenza a Firenze, riesce a portare in viola giocatori del calibro di Davide Astori, Stefan Savić, Alberto Aquilani, Juan Cuadrado, David Pizarro, Borja Valero, Haris Seferović, Mohamed Sissoko, Giuseppe Rossi, Joaquín, Josip Iličić, Massimo Ambrosini, Mario Gómez, Ante Rebić, Anderson, Alessandro Diamanti, Mohamed Salah, Nikola Kalinić, Jakub Błaszczykowski, Matías Vecino, Mauro Zárate e Cristian Tello, senza dimenticare le fruttuose operazioni in uscita che hanno fatto registrare notevoli plusvalenze come quelle di Matija Nastasić, Adem Ljajić e Stevan Jovetić.

### Sampdoria e Udinese
Dal 19 ottobre 2016 riveste la carica di responsabile dell’area tecnica della Sampdoria, rimanendo in carica fino agli inizi del giugno 2018. A Genova ha contribuito a portare calciatori come Bartosz Bereszyński, Joachim Andersen, Gastón Ramírez e Duván Zapata, operando inoltre una grande plusvalenza con la cessione di Patrik Schick alla sua ex squadra, la Roma. 
Il 13 giugno 2018 diventa responsabile dell'area tecnica dell'Udinese; conclude molte operazioni di mercato, tra cui gli acquisti di Rolando Mandragora, Juan Musso, Ignacio Pussetto, Sebastien De Maio, Sandro e Stefano Okaka, oltre all'ingaggio come allenatore di Igor Tudor che, con il suo lavoro, ha permesso ai bianconeri di salvarsi e mantenere la categoria. Rimane in carica fino all'11 giugno 2019 quando, di comune accordo con la società friulana, non rinnova il contratto per la stagione successiva.

### Ritorno alla Fiorentina
Il 12 giugno 2019, dopo tre anni, ritorna alla Fiorentina, sotto la nuova gestione dell'imprenditore italo-americano Rocco Commisso, andando a ricoprire il ruolo di direttore sportivo con un contratto annuale con opzione di rinnovo.
Nella sessione di calciomercato 2019-2020 porta a Firenze in ordine cronologico Pedro Guilherme Abreu dos Santos, Igor, Kevin-Prince Boateng, Milan Badelj, Pol Lirola, Erick Pulgar e Franck Ribéry.
Nella sessione del calciomercato 2020-2021 porta nella Fiorentina Christian Kouamé, Sofyan Amrabat, Lucas Martinez Quarta, Giacomo Bonaventura.
Nella sessione di calciomercato 2021-2022 ottiene le prestazioni sportive di Alfred Duncan, Pol Lirola, José María Callejón, Aleksandr Kokorin, Youssef Maleh.
Nella sessione di calciomercato 2022-2023 acquisisce le prestazioni sportive di Dodò, Rolando Mandragora, Luka Jović, Pierluigi Gollini, Abdelhamid Sabiri, Antonín Barák, Salvatore Sirigu, Josip Brekalo. 
Nella sessione estiva di calciomercato 2023 acquista le prestazioni sportive di Lucas Beltrán, M'Bala Nzola, Fabiano Parisi, Oliver Christensen, Gino Infantino ed in prestito Arthur Melo, Maxime Lopez. Nel mercato di gennaio 2024 ottiene in prestito Andrea Belotti, Davide Faraoni e gratuitamente Yerry Mina. 
Nella sessione estiva del calcio mercato 2024 riesce ad acquistare le prestazioni sportive di Albert Guðmundsson, Danilo Cataldi, Robin Gosens, Moise Kean, David de Gea, Andrea Colpani, Edoardo Bove, Amir Richardson, cedendo Nico Gonzàles alla Juventus. Non rinnova il contratto a Giacomo Bonaventura, ad Alfred Duncan e a Gaetano Castrovilli. Non ha riscattato Arthur e Maxime Lopez, che erano in prestito.

## Carriera in sintesi
- 2004-2011:  Roma - Direttore sportivo
- 2012-2016:  Fiorentina - Direttore sportivo
- 2016-2018:  Sampdoria - Direttore tecnico
- 2018-2019:  Udinese - Direttore tecnico
- 2019 - in corso:  Fiorentina - Direttore sportivo